# Ornica
Ornica – miejscowość i gmina we Włoszech, w regionie Lombardia, w prowincji Bergamo.
Według danych na styczeń 2009 gminę zamieszkiwało 178 osób przy gęstości zaludnienia 12,4 os./1 km².